# Festes majors de Sant Lluís
Les festes de Sant Lluís són les festes majors que se celebren a la vil·la menorquina de Sant Lluís el dia 25 d'agost o, si aquest cau en dia feiner, el cap de setmana immediatament posterior.

## Origen
L'origen de la festa és religiós i es remunta a la fundació de l'església parroquial de Sant Lluís. Aleshores els membres de l'obreria, denominats caixers per ser els responsables de l'administració dels diners per a sufragar les obres de construcció i manteniment del temple, organitzaven els actes protocol·laris i populars de la festa de Sant Lluís.
Les festes estaven originàriament dedicades al rei de França Sant Lluís IX, que a partir de 1825 esdevindria patró del poble en ser elegit per votació popular.

## Descripció
L'inici oficial de la festa té lloc el divendres anterior amb la lectura solemne del pregó. El dissabte comencen els actes festius de major rellevància, que són els que protagonitzen el cavall i el caixer (o genet). La qualcada o comitiva de caixers i cavalls, que té lloc el dissabte capvespre i el diumenge de matí, recorre els carrers de la població abans d'assistir als actes religiosos, les Completes i la Missa de Caixers, respectivament. Està formada pel caixer batle, en representació del poder civil, la capellana, que representa el poder religiós, i els altres caixers. La comitiva és oberta pel fabioler, una persona que a lloms d'un ase obre pas a la comitiva tocant el fabiol i el tambor.
Després dels actes religiosos té lloc l'espectacular caragol (o volta), també conegut com a jaleo, en què els cavalls degudament engalanats, salten entre la gent al ritme de la música de la banda municipal. Al llarg del cap de setmana es desenvolupen també altres actes, entre els quals també sobresurten els balls i envelats. Diumenge a la tarda hi ha la desfilada de carrosses, i a la nit el llançament de focs artificials marca la fi de les festes.